# Campeonato Piauiense de Futebol de 2018
O Campeonato Piauiense de Futebol de 2018 foi a 78ª edição do campeonato estadual do Piauí. No total, o campeonato atribuiu duas vagas para a Copa do Brasil de 2019 e uma para a Copa do Nordeste de 2019, além de duas vaga para a Série D do Brasileiro de 2019. O torneio foi organizado pela Federação de Futebol do Piauí (FFP), e teve início em 21 de janeiro e fim no dia 15 de abril.

## Fórmula de disputa
O Campeonato Piauiense de 2018 foi disputado em 3 fases e teve início em 21 de janeiro e fim em 15 de abril. Na primeira fase, as seis equipes jogaram entre si em jogos de ida e volta no sistema de pontos corridos (fase classificatória). Os quatro melhores colocados avançaram para as semifinais, que foram disputadas em jogos de ida e volta. Os vencedores das semifinais disputaram a final também em jogos de ida e volta.
O campeão e o vice ganharam vaga na Copa do Brasil de 2019. Somente o campeão disputou a Copa do Nordeste de 2019. Além disso, o campeão estadual e o vice também disputaram a Série D do Brasileiro de 2019.

### Critérios de desempate
Caso duas equipes tenham o mesmo número de pontos ganhos em qualquer fase da competição, o método de desempate seguirá os seguintes critérios:
1. Maior número de vitórias;
2. Maior saldo de gols;
3. Maior número de gols marcados;
4. Maior número de pontos ganhos no "confronto direto";
5. Maior saldo de gols no "confronto direto";
6. Maior número de gols marcados no "confronto direto";
7. Sorteio público na sede da entidade.

## Primeira Fase

### Taça Estado Do Piauí

#### Desempenho por rodada
- Clubes que lideraram o campeonato ao final de cada rodada:

| Líder da Taça Estado Do Piauí | Líder da Taça Estado Do Piauí | Líder da Taça Estado Do Piauí | Líder da Taça Estado Do Piauí | Líder da Taça Estado Do Piauí | Líder da Taça Estado Do Piauí | Líder da Taça Estado Do Piauí | Líder da Taça Estado Do Piauí | Líder da Taça Estado Do Piauí | Líder da Taça Estado Do Piauí |
| ----------------------------- | ----------------------------- | ----------------------------- | ----------------------------- | ----------------------------- | ----------------------------- | ----------------------------- | ----------------------------- | ----------------------------- | ----------------------------- |
| 1                             | 2                             | 3                             | 4                             | 5                             | 6                             | 7                             | 8                             | 9                             | 10                            |
| PAR                           | PIAUÍ                         | PIAUÍ                         | PIAUÍ                         | ALTOS                         | ALTOS                         | ALTOS                         | ALTOS                         | ALTOS                         | ALTOS                         |

- Clubes que ficaram na última posição do campeonato ao final de cada rodada:

| Lanterna Taça Estado Do Piauí | Lanterna Taça Estado Do Piauí | Lanterna Taça Estado Do Piauí | Lanterna Taça Estado Do Piauí | Lanterna Taça Estado Do Piauí | Lanterna Taça Estado Do Piauí | Lanterna Taça Estado Do Piauí | Lanterna Taça Estado Do Piauí | Lanterna Taça Estado Do Piauí | Lanterna Taça Estado Do Piauí |
| ----------------------------- | ----------------------------- | ----------------------------- | ----------------------------- | ----------------------------- | ----------------------------- | ----------------------------- | ----------------------------- | ----------------------------- | ----------------------------- |
| 1                             | 2                             | 3                             | 4                             | 5                             | 6                             | 7                             | 8                             | 9                             | 10                            |
| JUL                           | FLAMENGO-PI                   | FLAMENGO-PI                   | FLAMENGO-PI                   | FLAMENGO-PI                   | FLAMENGO-PI                   | FLAMENGO-PI                   | FLAMENGO-PI                   | FLAMENGO-PI                   | FLAMENGO-PI                   |

## Semifinal
|  | Semifinais | Semifinais | Semifinais | Semifinais |   |       | Final | Final | Final | Final |
|  |            |            |            |            |   |       |       |       |       |       |
|  | 4 de Julho | 3          | 1          | 4          |   |       |       |       |       |       |
|  | Altos      | 1          | 3          | 4          |   |       |       |       |       |       |
|  | Altos      | 1          | 3          | 4          |   | Altos | 0     | 4     | 4     |       |
|  |            |            |            |            |   | Altos | 0     | 4     | 4     |       |
|  |            | River-PI   | 0          | 2          | 2 |       |       |       |       |       |
|  | Piauí      | River-PI   | 0          | 2          | 2 | 0     | 0     | 0     |       |       |
|  | Piauí      |            |            |            |   | 0     | 0     | 0     |       |       |
|  | River-PI   | 1          | 0          | 1          |   |       |       |       |       |       |

### Premiação
| Campeonato Piauiense de 2018 |
| ---------------------------- |
| ALTOS Bicampeão (2.º título) |

## Público

### Público por equipe
| Pos. | Equipe | J | Acumulado | Maior | Menor | Média   |
| ---- | ------ | - | --------- | ----- | ----- | ------- |
| 1    | Ríver  | 2 | 3.197     | 2.088 | 1.109 | 1.598,5 |

### Maiores públicos
Esses são os cinco maiores públicos do Campeonato: